# Yolanda López
Yolanda Margarita López (San Diego, 1 de novembro de 1942 - São Francisco, 3 de setembro de 2021) foi uma pintora, gravadora, educadora e produtora de cinema norte-americana. Ela ficou conhecida por suas obras feministas chicanas com foco nas experiências de mulheres mexicano-americanas, muitas vezes desafiando os estereótipos étnicos associados a elas. Lopez foi reconhecida por sua série de pinturas que reimaginaram a imagem da Virgem de Guadalupe. Seu trabalho é mantido em várias coleções públicas, incluindo o Museu Smithsoniano de Arte Americana, o Museu de Arte Moderna de São Francisco e o Museu de Arte do Condado de Los Angeles.